# ایجتارست
ایجتارست (به آلمانی: Agethorst) یک شهر در آلمان است که در شلسویگ-هولشتاین واقع شده‌است.

## خصوصیات
ایجتارست ۶٫۱ کیلومترمربع مساحت دارد ۱۲ متر بالاتر از سطح دریا واقع شده‌است.